# 가미시키촌
가미시키촌(上鴫村)은 오카야마현 시쓰키군에 있던 촌이다. 현재의 이바라시에 해당한다.